# Monte Paschi Eroica 2007
La Monte Paschi Eroica 2007 fou la primera edició de la Monte Paschi Eroica. La cursa es disputà el 9 d'octubre de 2007 sobre un recorregut de 180 km. La particularitat de la cursa és que es combina l'asfalt amb les strade bianche, de les quals es van recórrer 60,7 km dividits en set sectors. El vencedor fou el rus Aleksandr Kólobnev i Fiorenzo Magni i Paolo Bettini en foren els padrins.

## Classificació
| Pos. | Ciclista               | Equip                  | Temps      |
| ---- | ---------------------- | ---------------------- | ---------- |
| 1.   | Aleksandr Kólobnev     | Team CSC               | 4h 42' 10" |
| 2.   | Marcus Ljungqvist      | Team CSC               | + 3"       |
| 3.   | Mikhaylo Khalilov      | Ceramica Flaminia      | + 39"      |
| 4.   | Manuele Mori           | Saunier Duval-Prodir   | + 39"      |
| 5.   | José Enrique Gutiérrez | Team LPR               | + 45"      |
| 6.   | José Alberto Benítez   | Saunier Duval-Prodir   | + 55"      |
| 7.   | Jure Golčer            | Tenax-Menikini         | + 58"      |
| 8.   | Ricardo Serrano        | Tinkoff Credit Systems | + 3' 51"   |
| 9.   | Giairo Ermeti          | Tenax-Menikini         | + 4' 20"   |
| 10.  | Manuele Spadi          | Ceramica Flaminia      | + 4' 22"   |